# Un monstruo en París
Un monstruo en París (título original "Un monstre à Paris") es un largometraje de animación francés en 3D dirigido por Bibo Bergeron, que salió en Francia el 12 de octubre de 2011.  Es un dibujo animado con imagen de síntesis aplicando también la técnica de cinema en relieve o 3D. Varios aspectos de la película están vagamente basados en la novela de Gastón Leroux, El fantasma de la ópera.

## Trama
La historia comienza con la Inundación de París de 1910. Emile, un tímido y discreto proyeccionista de cine, se apasiona por la realización de películas y se enamora de su colaboradora Maud, a quien, sin embargo, no se atreve a confesar sus sentimientos. Émile tiene por amigo a Raoul, un excéntrico inventor y repartidor, que se desplaza en una tartana llena de inventos increíbles y que lleva el apodo de “Catherine”. Este a su vez tiene una amiga de la niñez, Lucille, una cantante de cabaret que canta en el "Oiseau rare" (el Pájaro extraño). Lucille es exitosa y su tía hace todo su posible para que tenga una relación con el director de la policía Maynott, hombre rico y poderoso, pero devorado por el orgullo y la ambición.
Un día, Raoul y Emile van a hacer una entrega en el invernadero del Jardín de plantas de París.  En ausencia del profesor que trabaja ahí, su mono sabio de nombre Charles cuida el lugar. Raoul, encantado de tener la oportunidad de hurgar en el laboratorio,  provoca una serie de incidentes extraños: una mezcla convierte la voz de Charles en la de un cantante de ópera y un fertilizante inestable hace crecer en un instante un girasol gigante delante de la cámara de Emile.  De repente se produce una explosión, de la cual todos logran escapar indemnes. Sin embargo, Emile está convencido de que entrevió una criatura monstruosa. Unos días después, al leer en el periódico unos testimonios de personas espantadas, realizan aterrados que la criatura existe realmente y que son responsables de su aparición.
El policía Maynott encarga la investigación a su colega Pâté, pero mantiene a propósito el miedo entre la población, con el fin de aparecer como el salvador y ganar las próximas elecciones municipales. Al mismo tiempo, Maynott intenta en vano seducir a Lucille. Lucille, por su parte, busca sin éxito a un nuevo músico. Una noche, rechaza al mesero del cabaret, Albert. Al salir del cabaret por atrás, Albert se encuentra con la criatura e intenta volver a entrar al cabaret; al no poder, escapa aterrorizado. Lucille abre la puerta y ve a la criatura tapada con un abrigo y un sombrero abandonados por un peatón asustado. Al ver su apariencia, su primera reacción es de horror; luego lo escucha cantar y se da cuenta de que no solamente no es peligroso pero que además tiene una voz extraordinaria. Lucille acoge al monstruo y lo bautiza Francoeur, por el nombre de la calle donde lo encontró. En realidad el monstruo es una pulga víctima del derrame del abono extraño qua lo hizo crecer hasta un tamaño humano. El monstruo sube a escena al mismo tiempo que Lucille y se revela como un cantante y músico excepcional. Cantan en dueto y es un éxito total.. 
Desgraciadamente, pocos días después, el policía Pâté (subordinado de Maynott) revela el origen del monstruo. Emile y Raoul están detenidos y llevados ante Maynott, sin embargo, como la aparición del monstruo sirvió sus fines, les otorga la Legión de Honor.  Anteriormente, Lucille y Raoul habían tenido una pelea en la cual Lucille le prometió los mejores asientos en su show en tanto ganara la Legión de honor, y Raoul se presenta el mismo día al "Oiseau rare". Cuando el show empieza, Francoeur demuestra su talento tocando la guitarra, lo que le da a la canción de Lucille un giro emotivo. Al final del show, Raoul y Emile van a felicitar a Lucille por su show, pero apenas se encuentran con el músico, Lucille le revela la verdadera identidad de Francoeur. Albert, quien estaba escuchando, decide contárselo a la policía. La policía acude al cabaret, y Francoeur, Emile y Raoul escapan de la justicia. Albert es acusado por mentir a la policía. 
Pocos días después, Maynott inaugura el Funicular de Montmartre, que desservirá a Montmartre y a la Basílica del Sagrado Corazón. Los tres amigos, acompañados del mono Charles, deciden fingir la muerte del monstruo. Sin embargo, su plan falla cuando Maynott descubre la trampa, y decide que debe matar a la criatura él mismo. Comienza una frenética persecución primero en Montmartre, luego a través de las calles de París, y sobre el río Sena en crecida. Se realiza a pie, en coche, en funicular y finalmente, en dirigible, a la cima de la torre Eiffel. Mientras tanto, Maud, a quien Emile finalmente se atrevió a invitar a salir en una cita, llega ahí también. Tras una pelea para proteger a Francœur de Maynott, el fertilizante que hizo que Francœur creciera deja de funcionar; sin embargo, su desaparición y el disparo de la pistola de Maynott hacen a todos creer que está muerto. Maynott, que se volvió loco de megalomanía y furia, es arrestado por Pâté, quien es más ético. Emile y Maud caen en brazos uno del otro. 
Esa noche, en el cabaret, Lucille esta inconsolable por la muerte de Francoeur. Raoul la convence de cantar, a pesar de que ella no quiera. Mientras comienza con dificultad a cantar, escucha una voz canturrear en su oído; se da cuenta de que es Francoeur, escondido en su pelo. Un tiempo después, el profesor del Jardín de plantas de París regresa de su viaje. Cuando los tres amigos le explican la situación, reconstituye la mezcla que es capaz de regresar a Francoeur a su tamaño humano: así puede seguir cantando con Lucille. Poco después, Raoul y Lucille se confiesan sus sentimientos mutuos. Paté se convierte en el nuevo prefecto de policía de París y enamora a la tía de Lucille.

## Reparto
| Personaje       | Voz original     | Voz del doblaje        |
| --------------- | ---------------- | ---------------------- |
| Francoeur       | Sean Lennon      |                        |
| Lucille         | Vanessa Paradis  | Romina Marroquín Payró |
| Raoul           | Adam Goldberg    | Raúl Anaya             |
| Victor Maynott  | Danny Huston     | Octavio Rojas          |
| Maud            | Madeline Zima    | Xóchitl Ugarte         |
| Madame Carlotta | Catherine O'Hara | Yolanda Vidal          |
| Emile           | Jay Harrington   | Ricardo Tejedo         |
| Inspector Páte  | Bob Balaban      | Alejandro Mayén        |

## Censura enTeleven
- Se censura la parte cuando Victor Maynott casi le dispara a Francoeur y el mono Charles, y también la parte cuando estrangula a Lucille.